# Tel Saharon
Tel Saharon (hebrejsky: תל סהרון) je pahorek a přírodní rezervace o nadmořské výšce cca - 240 metrů v severním Izraeli, v Bejtše'anském údolí.
Leží v zemědělsky intenzivně využívané krajině cca 7 kilometrů jihovýchodně od města Bejt Še'an a cca 1,5 kilometru jihozápadně od vesnice Kfar Ruppin. Má podobu nevýrazného odlesněného návrší, u kterého vytéká pramen Ejn Saharon (עין סהרון). Na západě leží areál umělých vodních nádrží, na ostatních stranách rovinatá zemědělská krajina. V bezprostředním okolí pahorku je vyhlášena turisticky využívaná přírodní rezervace Tel Saharon, která se zaměřuje na ochranu četných ptačích populací, které zdejší region využívají při pravidelné migraci. Dále je tu nejsevernější výskyt vegetace jednoho z druhů akácie.